# Будівля капітолія
Будівля капітолія — прийнята в окремих країнах назва споруди для повсякденної роботи законодавчих та деяких інших (судових, муніципальних) органів влади. Назва походить від капітолійського храму у стародавньому Римі, де інколи проводилися засідання сенату Римської республіки.